# Attack Force Z
Attack Force Z is een Australische film uit 1982 geregisseerd door Tim Burstall. De hoofdrollen worden vertolkt door John Phillip Law en Mel Gibson.

## Verhaal
Tijdens de Tweede Wereldoorlog moet een groep vrijwilligers (de Z-men) een neergestort Amerikaans vliegtuig lokaliseren en de passagiers bevrijden. Bovendien moeten ze belangrijke documenten van de regering die zich in het vliegtuig bevinden veilig weten terug te brengen.

## Rolverdeling
| Acteur           | Personage      |
| ---------------- | -------------- |
| John Phillip Law | Jan Veitch     |
| Mel Gibson       | Paul Kelly     |
| Sam Neill        | Danny Costello |
| Chris Haywood    | Sparrer Bird   |
| John Waters      | Ted King       |
| Chun Ku          | Rice farmer    |
| Sylvia Chang     | Chien Hua      |
| O Ti             | Shaw Hu        |
| Koo Chuan Hsiung | Lin Chan-Lang  |
| Lung Shuan       | Watanabe       |